# Кретівецькі липи
Кретівецькі липи — ботанічна пам'ятка природи місцевого значення в Україні. Розташована на території Тернопільського району Тернопільської області, в межах старого кладовища (7 лип) та пасовища (1 липа) села Кретівці.
Площа — 0,1 га, статус отриманий у 2009 році.